# Neckarsueben

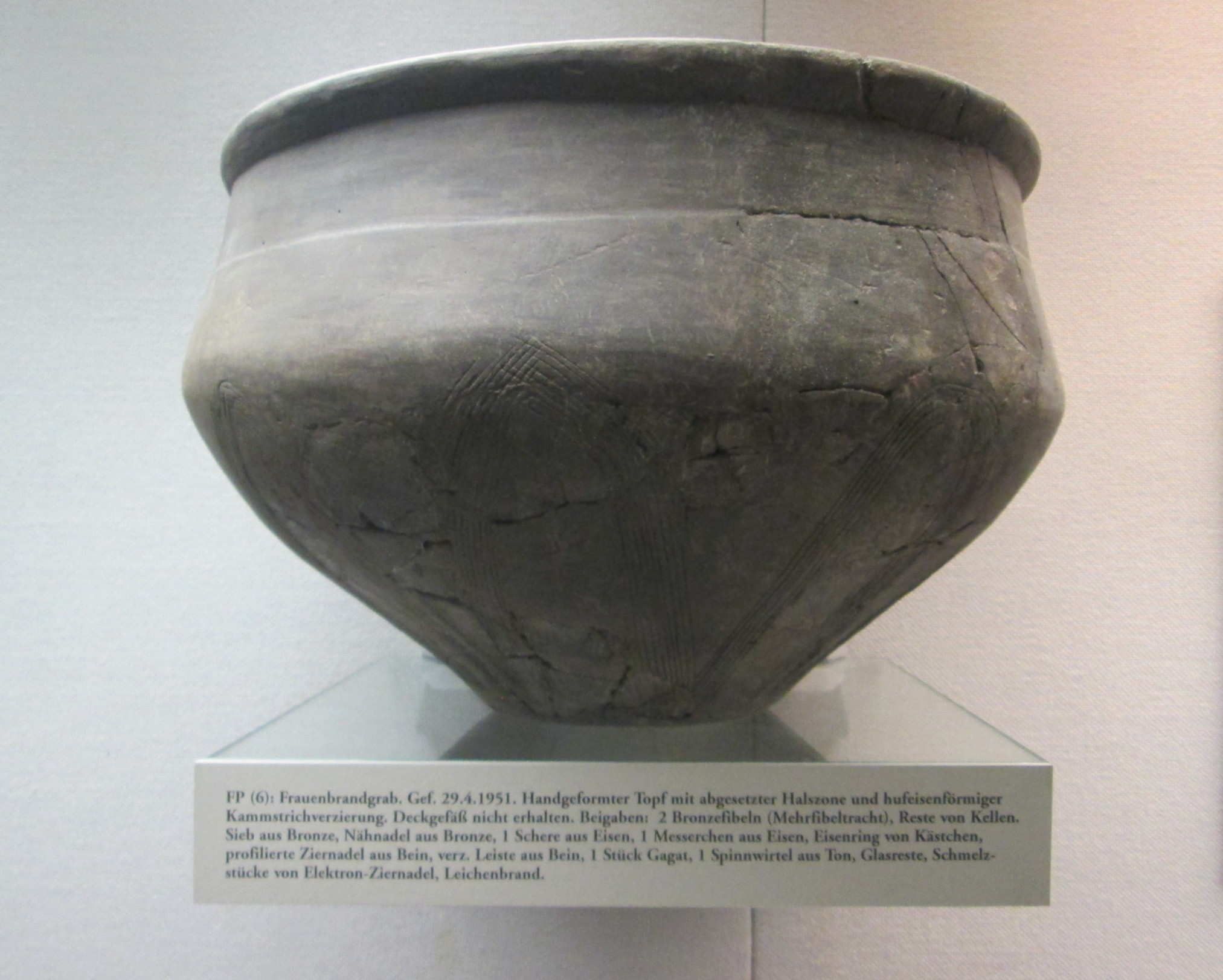
Handaufgebauter Topf mit Kammstrichverzierung aus einem neckarsuebischen Brandgrab; heute im Lobdengau-Museum in Ladenburg

Die Neckarsueben waren ein Teilstamm des germanischen Stammes der Sueben, der während der römischen Kaiserzeit am Unterlauf des Neckars im Raum der heutigen Kurpfalz siedelte. Die Neckarsueben bilden einen Teil der sogenannten Oberrheinsueben, die im frühen 1. Jahrhundert n. Chr. das Vorfeld der damaligen römischen Reichsgrenze am Rhein besiedelte. Nachdem die römische Herrschaft einige Jahrzehnte später auf die Gebiete östlich des Rheins ausgedehnt worden war, gingen die Neckarsueben allmählich in der germanisch-keltisch-römischen Mischbevölkerung der germanischen Provinz Germania superior auf.

## Geschichte
Unter Kaiser Augustus (regierte 31 v. Chr.–14 n. Chr.) versuchten die Römer in den augusteischen Germanenkriegen, das rechtsrheinische Germanien (die Germania magna) zu erobern. Nachdem diese Politik letztlich gescheitert war, zog sich das römische Militär auf die linke Seite des Rheins zurück und beschränkte sich auf eine indirekte Kontrolle des gegenüberliegenden Flussufers. In diesem Areal, das im Laufe der vorangegangenen Jahrzehnte stark entvölkert worden war, siedelten die Römer nun germanische Personengruppen an, die dieses Gebiet sichern und erschließen sollten. Im Bereich des unteren Neckars übernahm diese Funktion ein Teilstamm der Sueben, dessen Name in späteren lateinischen Inschriften als „Suebi Nicrenses“, also „Neckarsueben“ oder „Neckarschwaben“, erscheint. Wie stark diese Zusammenarbeit zwischen Römern und Neckarsueben formal festgeschrieben war und ob es sich um einen formell von Rom abhängigen Klientelstaat handelt, ist in der Forschung umstritten. Die Ansiedlung der Elbgermanen erfolgte dem archäologischen Fundmaterial nach noch während der Regierungszeit des Kaisers Tiberius (14–37 n. Chr.).

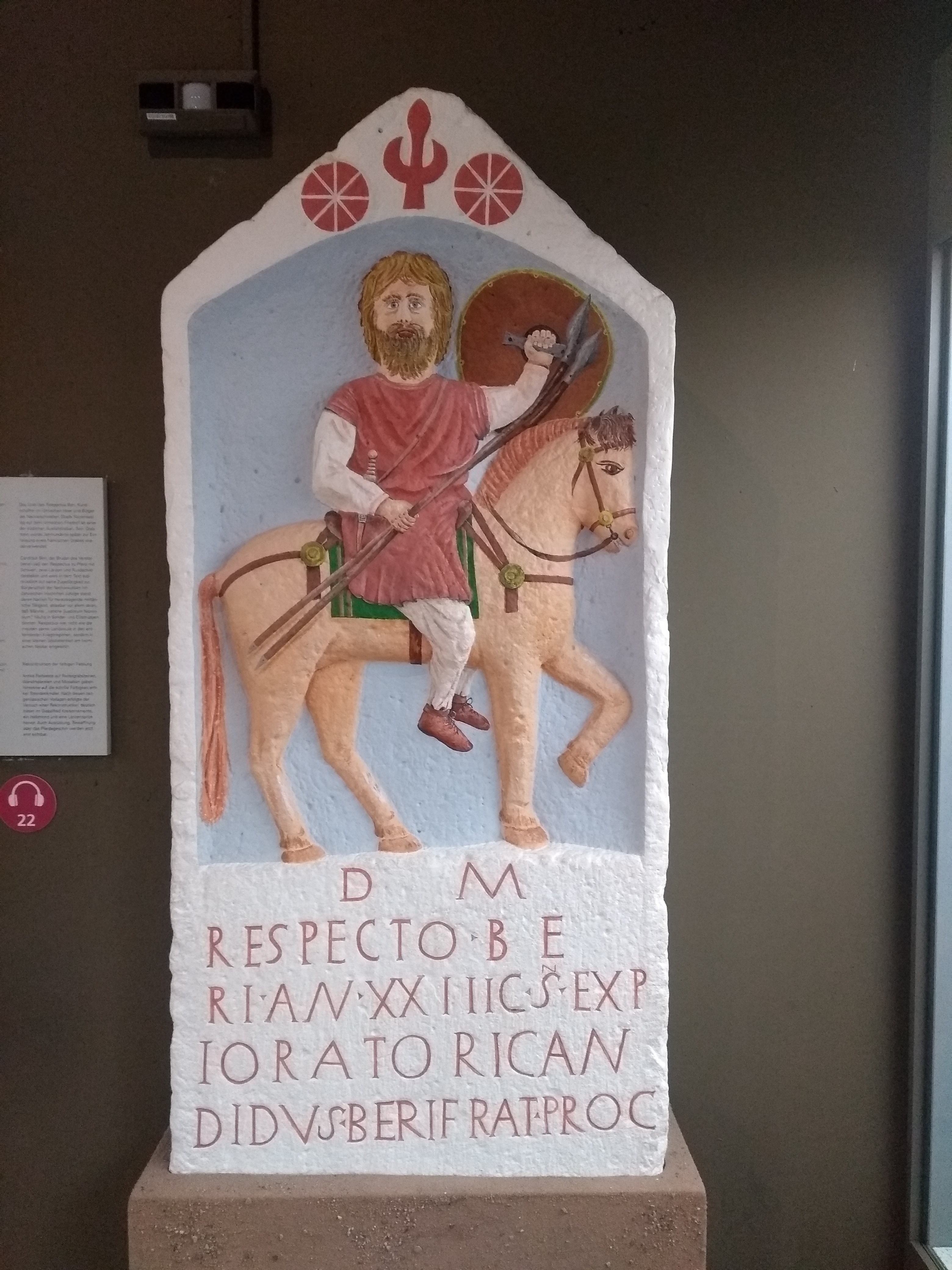
Grabstein des Neckarsueben Respectus aus Heidelberg-Bergheim, der als Kundschafter in der römischen Armee diente; heute im Kurpfälzischen Museum Heidelberg

Als die römische Verwaltung in der 2. Hälfte des 1. Jahrhunderts n. Chr. wieder zu einer expansiveren Germanienpolitik überging, wurde das Gebiet der Neckarsueben wohl in den 70er Jahren dem Reich einverleibt. Aus dem ehemaligen Stammesgebiet wurde dabei ein römischer Verwaltungsbezirk, eine sogenannte Civitas. Als deren Hauptort wurde auf dem Areal zweier römischer Militärlager die Stadt Lopodunum, das heutige Ladenburg, gegründet. Die Civitas erhielt den Namen Civitas Ulpia Sueborum Nicrensium oder Civitas Ulpia Sueborum Nicretum, wobei der Bestandteil Ulpia auf den bürgerlichen Namen des Kaisers Trajan (regierte 98–117), Marcus Ulpius Traianus, zurückzuführen ist. Das deutet darauf hin, dass dieser eine Rolle bei der offiziellen Einrichtung der Civitas beziehungsweise bei der Gründung Lopodunums spielte.
Mit der Eingliederung in das römische Reich verloren die Neckarsueben ihre unmittelbaren militärischen Aufgaben und wuchsen mit der zugewanderten römischen Bevölkerung zusammen. Einige von ihnen dienten jedoch nun in den Auxiliartruppen der römischen Armee. So beziehen sich von den elf bekannten Inschriften, die die Neckarsueben nennen, zehn auf Angehörige des Stammes, die im Militär dienten oder gedient hatten.
In der Tabula Peutingeriana, einer spätantiken römischen Straßenkarte, ist zwischen Alamannia und den Burcturi (= Brukterern) der Name Suevia eingetragen, der sich wahrscheinlich auf das Siedlungsgebiet der Neckarsueben bezieht.

## Archäologie
Im 1. Jahrhundert n. Chr. zeigen sich im archäologischen Fundmaterial des neckarsuebischen Siedlungsgebietes charakteristische Merkmale, die die Herkunft der neu zugezogenen Bevölkerung aus den weiter im Osten gelegenen suebischen Siedlungsgebieten widerspiegeln. Diese lagen im mitteldeutschen Raum im Bereich der Flüsse Elbe und Saale sowie in Böhmen und der Slowakei und werden archäologisch auch als elbgermanisch zusammengefasst. Eine klarere Eingrenzung der Herkunftsregion lassen die archäologischen Hinterlassenschaften der Neckarsueben jedoch nicht zu, sodass davon auszugehen ist, dass sie nicht als geschlossener Stammesverband in das Neckarmündungsgebiet übergesiedelt hatten, sondern sich aus Germanen unterschiedlicher Herkunft neu zusammensetzten. Zu den kulturellen Besonderheiten gehörten insbesondere die Formen der handaufgebauten (also ohne Töpferscheibe hergestellten) Keramik, Kleidungs- und Schmuckteile sowie die Bestattungssitten. Bei den neckarsuebischen Gräbern stehen jedoch typisch germanische Eigenarten wie die häufige Beigabe von Waffen oder von Trinkhörnern neben zahlreichen römischen Bronzegefäßen, die bereits in dieser Zeit beliebte Importgüter bei den Germanen waren. Auch sonst kommen bei vielen Fundplätzen beispielsweise in Südhessen keltische und römische Einflüsse neben „typisch elbgermanischem“ Fundgut vor, sodass die Neckarsueben des 1. Jahrhunderts n. Chr. anscheinend kein völlig geschlossenes und kulturell einheitliches Siedlungsareal bewohnten.
Die Siedlungen der Neckarsueben entsprachen, soweit bekannt, den typischen germanischen Formen, indem sie unregelmäßig angelegt und – anders als römische Orte – nicht durch Straßen und öffentliche Infrastrukturbauten erschlossen waren. Neben den Wohnhäusern wurden Grubenhäuser für handwerkliche Zwecke angelegt; davon abgesehen waren die Siedlungen allerdings rein landwirtschaftlich ausgerichtet. Nach der römischen Eroberung gingen diese kulturellen Merkmale langsam zurück; die Neckarsueben wurden von einer vergleichsweise schnellen und starken Romanisierung erfasst. Die germanischen Dörfer wurden zugunsten römischer Vici und Landgüter (Villae rusticae) aufgegeben.